# Leptaleus peguenais
Leptaleus peguenais là một loài bọ cánh cứng trong họ Anthicidae. Loài này được Pic miêu tả khoa học năm 1913.